# Isole Lease
Le Isole Lease, conosciute anche come Arcipelago Lease ma precedentemente chiamate Uliasers o Uliassers, sono un gruppo di tre isole abitate (e isolotti più piccoli disabitati), situate immediatamente a sud di Ceram e a est dell'Isola di Ambon, nella provincia di Maluku, in Indonesia. Le tre isole abitate, da ovest a est, sono Haruku, Saparua e Nusa Laut, mentre la piccola Molana, disabitata, fa parte amministrativamente del distretto di Saparua; queste isole costituiscono quattro distretti amministrativi (kecamatan) all'interno della Central Maluku Regency.